# Мастровасилис, Афанасиос
Афанасиос Мастровасилис (греч. Αθανάσιος Μαστροβασίλης; род. 18 апреля 1979) — греческий шахматист, гроссмейстер (2005).
Двукратный чемпион Греции (2015 и 2018).
В составе сборной Греции участник 2-х Олимпиад (2004 и 2010).

## Спортивные достижения
| Год  | Город          | Турнир         | + | − | = | Результат | Место |
| ---- | -------------- | -------------- | - | - | - | --------- | ----- |
| 2004 | Кальвиа        | 36-я Олимпиада | 1 | 0 | 1 | 1½ из 2   |       |
| 2010 | Ханты-Мансийск | 39-я Олимпиада | 3 | 1 | 3 | 4½ из 7   |       |

## Изменения рейтинга
| Графики недоступны из-за технических проблем. См. информацию на Фабрикаторе и на mediawiki.org. |